# Takuya Nagata
Takuya Nagata (長田 拓也, Nagata Takuya, né le 14 juin 1994) est un athlète japonais spécialiste du sprint.
Le 14 juin 2015 il porte son record sur 100 m à 10 s 19 à Hiratsuka puis le 27 juin à 20 s 63 sur 200 m à Niigata. Il remporte la médaille d'or du relais 4 x 100 m lors de l'Universiade de Gwangju, avec ses coéquipiers Kazuma Ōseto, Tatsurō Suwa et Kōtarō Taniguchi en 39 s 08, après avoir couru en 38 s 93 en séries.